# Тарасов, Евгений Васильевич
Евге́ний Васи́льевич Тара́сов (13 октября 1929 — 14 мая 2011) — советский и российский учёный, заведующий кафедрой № 608 «Проектирование аэрогидрокосмических систем» Московского авиационного института (1974—2011). Доктор технических наук (1969), профессор (1971), заслуженный деятель науки и техники РСФСР (1991), почётный работник высшего профессионального образования РФ (2000), действительный член (академик) Международной Академии наук информатики, информационных процессов и технологий (1994) и Российской Академии космонавтики им. К. Э. Циолковского (1994). На протяжении многих лет — член ряда Специализированных советов (МАИ, ЦНИИМаш, НПОМаш), член Учёного Совета института и Аэрокосмического факультета МАИ (№ 6), член Президиума Научно-технического Совета НПО «Регион», член комиссии Координационного Совета по проблеме САПР Минвуза СССР, с 1970 член редколлегии издательства «Машиностроение», в течение ряда лет был членом экспертной комиссии ВАК.

## Биография
Тарасов Е. В. родился 13 октября 1929 года в г. Москве в семье студента механического факультета МВТУ (преобразованного затем в МАИ) Тарасова Василия Ивановича (в дальнейшем — генерал-майор, заместитель наркома авиационной промышленности) и Мельниковой Анны Ефимовны. В 1936 поступил учиться в 156 школу Ленинградского района г. Москвы. Был в эвакуации с июля 1941 по сентябрь 1942. С сентября 1942 до сентября 1946 учился в 156, 597, 149 и 150 школах Ленинградского района г. Москвы. В сентябре 1946 переехал жить в г. Казань. В 1947 году окончил школу № 91 г. Казани и августе поступил в Казанский авиационный институт. В сентябре 1947 перевёлся в Московский авиационный институт (МАИ), который окончил с отличием в 1953 году по специальности «инженер-механик по авиадвигателестроению». В 1950 был принят кандидатом в члены ВКП(б), а в октябре 1951 был принят в члены ВКП(б) (переименованную в 1952 в КПСС). Во время учёбы на старших курсах работал на инженерно-технических должностях. По окончании института в 1953 году был оставлен в МАИ и работал на кафедре АД-1 «Воздушно-реактивные двигатели» инженером-механиком и начальником учебных установок, заведующим лабораторией. По рекомендации ГЭК и Учёного совета факультета «Двигатели летательных аппаратов» МАИ поступил в октябре 1953 в очную аспирантуру. Однако в 1954 году Парткомом института был направлен на освобождённую комсомольскую работу секретарём комитета ВЛКСМ МАИ, на которой проработал с 1954 по 1956. В связи с этим направлением Тарасову Е. В. приказом по Главному управлению машиностроительных ВУЗов был установлен срок окончания аспирантуры 1 ноября 1958 года. Как член КПСС и член МГК ВЛКСМ, Тарасов Е. В. работал в ряде комиссий ЦК КПСС и МГК ВЛКСМ.
В 1958 году после защиты кандидатской диссертации «Исследование режимов полётов летательных аппаратов с СПВРД на максимальную дальность» (научный руководитель, профессор доктор технических наук Румянцев, Сергей Васильевич) Тарасову Е. В. была присвоена 30 июня 1958 года учёная степени кандидата технических наук. После защиты диссертации Тарасова Е. В. работал ассистентом, старшим преподавателем и доцентом на кафедре АД-1 «Воздушно-реактивные двигатели» МАИ, а с 1960 г. на кафедре № 601 МАИ «Проектирование и конструкции летательных аппаратов» нового факультета «Космонавтика и автоматические летательные аппараты» (с  1993 года — «Аэрокосмический факультет») МАИ. В 1962 году Тарасов Е. В. был утверждён в учёном звании доцента по кафедре «Проектирование и конструкции летательных аппаратов». В 1963 году в издательстве «Оборонгиз» тиражом 3500 экземпляров вышла монография Тарасова Е. В. «Оптимальные режимы полёта летательных аппаратов». В 1969 году защитил докторскую диссертацию «Исследование вариационного методы и вычислительного алгоритма оптимального проектирования летательного аппарата», (научные консультанты член-корреспонденты АН СССР, профессора Мишин, Василий Павлович и Образцов, Иван Филиппович). В 1970 году по материалам докторской диссертации была издана вторая монография Тарасова Е. В. «Алгоритм оптимального проектирования летательного аппарата» М.: Машиностроение. 1970. тиражом 3000 экземпляров. В 1971 году — был утверждён в звании профессора по кафедре «Проектирование и конструкции летательных аппаратов». В этот период избирался зам. Секретаря партийного комитета МАИ, неоднократно избирался в партийное бюро факультета № 6 МАИ. С 1973 по 1975 Тарасов Е. В. был начальником Учебно-методического управления (УМУ) МАИ. Приказом министра МИНВУЗа с января 1974 года он был утверждён членом экспертной комиссии ВАК по авиастроительным специальностям.
В 1974 году Тарасов Е. В. стал первым избранным заведующим кафедрой 608 «Прикладная гидродинамика и проектирование двухсредных аппаратов» (переименованная в «Проектирования аэрогидрокосмических систем»), которую возглавлял с 1974 года по 14 мая 2011.
В 1974-77 годах, совмещая с руководством кафедрой, работал по совместительству заместителем директора по научной работе Всесоюзного института научной и технической информации (ВИНИТИ) АН СССР и проректором Народного университета Научно-технической информации ВИНИТИ.
Как заместитель научного руководителя и главного конструктора по научно-технической проблеме «Создание государственной автоматизированной системы научно-технической информации (ГАСНТИ)», (Государственный комитет Совета Министров СССР по науке и технике), в 1975—1977 годах участвовал в разработке концепции и предпроектных исследованиях по созданию ГАСНТИ. Он был автором технического задания и проекта этой системы, которая в начале 80-х годов была успешно внедрена и показала высокую эффективность.
Тарасов Е. В. занимался разработкой основ теории автоматизированного проектирования ЛА и их систем, математических методов оптимизаций проектных параметров изделий, баллистикой и механикой движения ЛА и ДСА, компьютерных технологий и разработки САПР. В соответствии с приказом МинВУЗа СССР «О развитии в 1986—1990 исследований по созданию учебно-исследовательских САПР и их подсистем в ВУЗах» заведующий кафедрой проф. Тарасов Е. В. стал членом комиссии Координационного Совета «Машиностроение» по проблеме САПР МинВУЗа СССР.
В 1986 г по его инициативе образованы и до настоящего времени работают филиалы кафедры на ведущих, базовых предприятиях отрасли («ГНПП Регион» и «НПО Машиностроения»), способствующие целевой, направленной подготовке молодых специалистов. Филиал кафедры 608 МАИ при
«ГНПП Регион» был создан при его непосредственном участии и успешно функционирует четверть столетия. За это время на филиале подготовлено более пятисот инженеров. При его активной поддержке и самом непосредственном участии был создан ещё филиал кафедры в «НПО Машиностроения». За успешное проведение эксперимента по направленной подготовке специалистов он был удостоен Первой премии Госкомобразования.
По инициативе проф. Тарасова Е. В. была создана научно-педагогическая школы в области ракетогидродинамики (руководители Тарасов Е. В. и Уваров Т. В.), утверждённая в Министерстве общего профессионального образования Российской Федерации (1998 г.). Именно Тарасовым Е. В. были впервые введены термины «аэрогидрокосмические системы» и «ракетогидродинамика».
Автор и непосредственный разработчик концепции подготовки молодых специалистов одновременно по двум специальностям. В 1991-92 годах под его руководством и непосредственном участии проведена большая учебно-методическая и организационная работа по формированию на кафедре № 608 учебного процесса, позволяющего в рамках единого интегрированного учебного плана вести подготовку студентов одновременно по двум специальностям: инженер по ракетостроению и бакалавр по направлению менеджмент. В 1991 г. «За организацию и внедрение целевой, направленной подготовки молодых специалистов», ему и возглавляемому им коллективу преподавателей была присуждена 1-я премия Минвуза СССР в области учебно-методической работы. В результате одновременного обучения на основе интегрированного учебного плана студентов по двум специальностям с 1992 г. получили два высших образования, окончив МАИ с двумя дипломами, более 160 молодых специалистов.
Тарасов Е. В. был инициатором вместе со своими сотрудниками кафедры открытия на кафедре новой специализации «Интеллектуальные аэрокосмические системы» специальности ракетостроения. В 2011 г был 1ый выпуск специалистов по этой специальности.
Тарасов Е. В. на протяжении многих лет был научным редактором ряда издательств, с 1970 член редколлегии издательства «Машиностроение», член коллегии Машиностроения Координационного совета по проблеме САПР Минвуза СССР, с 1978 г. председатель редколлегии специализированного научного сборника МАИ. С 1995 года проф. Тарасов Е. В. является научным редактором «Экспресс-информация: Астронавтика и ракетодинамика» ВИНИТИ РАН и Миннауки России.
Проф. Тарасов Е. В. подготовил 17 кандидатов и 2 докторов технических наук.
Тарасов Е. В. был зам секретаря, потом секретарём комитета ВЛКСМ МАИ, зам. секретаря парткома, членом профбюро факультета, членом бюро Ленинградского РК ВЛКСМ, членом ревизионной комиссии Ленинградского РК КПСС, членом МГК ВЛКСМ.

### Кратко об учёбе и работе в прошлом
- 1947—1953 г. — студент МАИ, диплом с отличием.
- 1952—1953 г. — инженер, зав. лабораторией ф-та № 2 МАИ.
- 1953—1956 г. — аспирант МАИ.
- 1953—1956 г. — секретарь комитета ВЛКСМ МАИ.
- 1958 г. — кандидат технических наук.
- 1956—1969 г. — ассистент, ст. преподаватель, доцент.
- 1969 г. — доктор технических наук.
- 1971 г. — звание профессора.
- 1970—1974 г. — профессор кафедры 601.
- 1972—1974 — начальник Учебно-методического управления МАИ, основателем которого он являлся.
- 1974—1977 г. — заместитель директора по научной работе ВИНИТИ АН СССР.
- 1974—2011 г. — профессор, заведующий кафедрой 608 МАИ «Проектирование аэрогидрокосмических систем».

## Награды
Научные и педагогические достижения отмечены премией Совета Министром СССР (1990), премией Президента РФ в области образования (2002), премией Минобразования (1986,1991), премией им. 25-летия МАИ (1999, 2011), первой премией Госкомобразования СССР (1991), премией МИН ВУЗа СССР (1989, 1991), премией им. Академика В. Н. Челомея (1994), премиями Министерства Машиностроения СССР, Министерства общего машиностроения и множество других наград. Проф. Тарасову Е. В. были вручены различные государственные награды, такие как «За трудовую доблесть» (1986), «Ветеран труда» (1984), медаль «Звезда Циолковского К. Э.», медаль Винера (2003), «За научную работу» (2009), орден Ломоносова (2006), в память 850-летия Москвы, медаль «За достигнутые успехи в развитии народного хозяйства» (1987), медаль «Почётный работник высшего профессионального образования РФ» (2000) и другие.

### Медали и наградные знаки
1. «100-летия со дня рождения В. И. Ленина», 1970 г.
2. «Ветеран труда». (За многолетний добросовестный труд.) Указом Президиума Верховного Совета СССР от 20.08.1984.
3. «За трудовую доблесть». Указом Президиума Верховного Совета СССР. K № 378222 от 20.09.1986.
4. «70-летия Великой Октябрьской Социалистической Революции», 1987 г.
5. «За достигнутые успехи в развитии народного хозяйства». Главный комитет ВДНХ СССР. № 42389 от 19.08.1987. № 759-4.
6. «Медаль им. академика В. Н. Челомея». (За участие в создании приоритетных образцов ракетно-космической техники.) Решением бюро Федерации Космонавтики СССР. № 41 от 12.04.1989.
7. «Юбилейная медаль им. академика В. Н. Челомея». (За участие в программах освоения космоса.) Решением бюро Комитета Космонавтики ДОСААФ СССР. № 3 от 02.06.1989.
8. Медаль «За участие в создании приоритетных образцов ракетно-космической техники» Федерация космонавтики (ФК) решение бюро ФК СССР, 1989 г.
9. Памятная медаль МИНВУЗа РСФСР «За многолетнюю трудовую деятельность в МАИ», 1989 г. Министр высшего и среднего специального образования РСФСР Образцов И. Ф.
10. Медаль «За участие в программах освоения космоса» Решение бюро комитета космонавтики ДОСААФ СССР, 1989 г.
11. Медаль ВДНХ СССР «За достигнутые успехи в развитии народного хозяйства СССР», 1987 г. и 1990 г.
12. «Лауреат Премии Совета Министров СССР.» (За исследования в области создания САПР ЛА), 1990 г.
13. Медаль за работу «Направленная подготовка специалистов в условиях НПО „Машиностроения“» (За большой вклад в развитие предприятия.) Решение научно-технического совета НПО «Машиностроения», 1994 г.
14. «Медаль В. Г. Шухова» «Передовые технологии на пороге XXI века» Совет Федерации Федерального Собрания Российской Федерации акад. РАН А. Л. Яншин, 1996 г.
15. «В память 850-летия Москвы». Указом Президента Российской Федерации. А № 0195477 от 26.02.1997.
16. Медаль «За весомый вклад в развитии ракетно-космической техники» Ассоциация космонавтики России. Председатель ассоциации космонавтики, 1999 г.
17. «Юбилейная медаль им. академика С. П. Королёва». (За активное участие в Гагаринских чтениях и пропаганду достижений СССР в космосе.) Федерация космонавтики СССР, 1999 г.
18. «Медаль им. академика В. Н. Челомея». (За весомый вклад в развитие ракетно-космической техники.) Решением бюро Ассоциации Космонавтики России от 28.06.1999.
19. «Почётный работник высшего профессионального образования Российской Федерации». — Министерство образования РФ. ВПО № 4865 от 19.01.2000.
20. «Медаль им. В. П. Макеева» Решением бюро Президента Федерации Космонавтики России от 12.10.2000.
21. Золотой знак факультета № 6 МАИ (высшая награда клуба выпускников и друзей факультета, присуждаемая за значительный вклад в развитие факультета) № 8 от 20.04.2001.
22. «Звезда Циолковского К. Э.» (За многолетнюю плодотворную работу в области создания и использования ракетно-космической и авиационной техники и значительный личный вклад в дело развития и совершенствования учебного процесса и подготовку высококвалифицированных специалистов) Российское космическое агентство. № 036 от 2003 г.
23. «Медаль Винера 2-й степени» (За выдающиеся достижения в решении информационных проблем в мировом сообществе.) Решением Президиума ИАС ИПТ протокол № 50 от 05.11.2003.
24. «Орден Ломоносова» (За заслуги и большой личный вклад в развитие отечественной науки и образования) — Постановление Президиума Национального комитета общественных наград. № 04-06 от 24.04.2006.
25. «За научную работу». 2009 г. Решением Президиума Международной академии наук информации, информационных процессов и технологий. № 238 от 14.04.2009.
26. Юбилейные медали Ю. А. Гагарина «За большой вклад в развитие космонавтики.» Генеральный директор, председатель оргкомитета Ю. Н. Коптев РГНИИ ЦПК им. Ю. А. Гагарина ЛМ КОС России.
27. «Юбилейная медаль М. К. Янгеля 70 лет» «Служить народу, быть полезным Родине — это не только долг, но и смысл жизни».
28. Медали, посвящённые юбилеям космонавтики.
29. Медаль «50-летие космонавтики» ЦК КПРФ, 2011 г.
30. Памятная медаль «60-лет Победы в Великой Отечественной войне», 2005 г.
31. Памятная медаль «65-лет Победы советского народа над гитлеровской Германией в Великой Отечественной войне 1941—1945гг»
32. Ветеран труда МАИ
33. Нагрудный знак Минобразования РФ «Почётный работник высшего профессионального образования РФ», 2000 г.
34. Наградной знак «Исследование операций и системный анализ» (За разработку и использование методов исследования операций и системного анализа в непосредственной практической деятельности) от 13.02.1985.
35. Наградной знак «За научное руководство студенческой работой», 1995 г. и 2001 г.
36. Наградной знак «За лучшую научную работу студентов по естественным, техническим и гуманитарным наукам в вузах РФ» Министерство образования РФ по итогам открытого конкурса, 2001 г.
37. Наградной знак "За выдающийся вклад в развитие предприятия ОАО ГНПП «Регион», 2009 г.
38. Диплом и наградной знак. Society of Automotive Engineers, INC SAE, 1998 г. Министерство Высшего и среднего образования СССР.
39. Диплом и наградной знак «Высшая школа» «За отличные успехи в работе» ГКНО СССР в области учебно-методической работы и за заслуги в области высшего образования, 1986 г.
40. Диплом и наградной знак «Высшая школа» «За лучшую научную работу», 1991 г.
41. Диплом и наградной знак «Высшая школа» за первую премию Госкомобразования СССР «За значительные успехи в перестройке содержания учебно-воспитательного процесса», 1991 г.
42. Наградной знак «За отличные успехи в работе» в области высшего образования СССР научно-педагогических работников высших учебных заведений. Приказ № 123/4-1 от 20.09.1979 Министерства Высшего и среднего специального образования СССР. Министр Елютин В. П.
43. Наградной знак ЦК ВЛКСМ «За активную работу в комсомоле» от 11.10.1979.
44. Наградной знак «Отличник социалистического соревнования 1979» (За достижения высоких показателей при подготовке инженерно-технических кадров для отрасли.) Приказ № 349 от 05.10.1979 Министерства Машиностроения. Министр Бахирев В. В.
45. Наградной знак «Отличник социалистического соревнования». Решение коллегии Министерства машиностроения СССР и президиума ЦК профсоюзов. № 5594 от 12.10.1979 и № 7156 от 06.01.1984.
46. Наградной знак «Победитель социалистического соревнования», 1980 г. ЦК КПСС, Совет министерств СССР, ВЦСПС и ЦК ВЛКСМ.
47. Наградной знак «Победитель социалистического соревнования», 1975 г. Решение коллегии МинВУЗа СССР и президиума ЦК Профсоюза работников просвещения высшей школы и научных учреждений.
48. Наградной знак «Ударник коммунистического труда» от 12.04.1973.
49. Наградной знак «Ветеран ВЛКСМ».
50. Наградной знак «Ветеран КПРФ» (в партии с 1951).

## Публикации
Автор (соавтор) 32 научных монографий, учебников, учебных пособий (издательства «Оборонгиз», «Машиностроение», «ВИНИТИ»), ряд из которых с грифом Минобразования, и многих научных статей. Тарасов Е. В. является автором более 200 научных трудов и изобретений. Особую известность приобрела в своё время его научная монография «Оптимальные режимы полёта летательных аппаратов», изданная издательством «Оборонгиз» в 1963 году, которая является одной из первых работ в области вариационных методов оптимального проектирования ЛА. Его работы упоминаются в сборнике «Механики СССР за 50 лет» и «Сводной Библиографии советских работ по механике» (том 4 сборника, 1970 г.).

### Монографии и учебные пособия
- Тарасов Е. В. «Оптимальные режимы полёта летательных аппаратов» М.: Оборонгиз, 1963. — 248 с. — 3500 экз.
- Тарасов Е. В. «Алгоритм оптимального проектирования летательного аппарата» М.: Машиностроение. 1970. — 364 с. — 3000 экз.
- «Вариационные методы оптимизации проектирования летательных аппаратов» Тарасов Е. В., Константинов М. С., Лабунский А. В. и др. Под общей редакцией Тарасов Е. В., Константинов М. С. — М.: Изд-во МАИ, 1972. — 220 с. — 100 экз.
- Тарасов Е. В. «Баллистическое проектирование межпланетных аппаратов» Учебное пособие по математическому обеспечению баллистического проектирования КЛА на ЭЦВМ." М.: Изд-во МАИ, 1973. — 218 с. — 200 экз.
- Соловьёв Ц. В., Тарасов Е. В. «Прогнозирование межпланетных полётов» М.: Машиностроение, 1973. — 400 с. −2000 экз.
- Тарасов Е. В. «Космонавтика» М.: Машиностроение, 1977. — 216 с. — 5000 экз.
- Тарасов Е. В. «Формализованные методы проектирования ДСА (В условиях САПР)» Учебное пособие. М.: Изд-во МАИ, 1979. — 78 с. — 100 экз.
- Тарасов Е. В. «Общее проектирование ДСА. Предмет проектирования. Методологические аспекты основ автоматизированного проектирования» Учебное пособие. М.: МАИ, 1979. — 200 экз.
- Тарасов Е. В., Патрушев В. И., Скобликов А. И., Попов В. В. «Методические указания к дипломному проектированию для специальности кафедры 608» М.: МАИ, 1979.
- Тарасов Е. В., Зарубин А. И. «Двухсредные аппараты (ДСА) как объект автоматизированного проектирования» Учебное пособие. М.: Изд-во МАИ, 1982. — 108 с. — 100 экз.
- Тарасов Е. В., Зарубин А. И., Курский Э. А., Орлов В. В. «Эффективность ДСА в структуре комплекса» Учебное пособие. М.: Изд-во МАИ, 1983. — 94 с. — 100 экз.
- Тарасов Е. В., Грумондз В. Т., Яковлев Г. А. «Ракетогидродинамика» М.: МАИ, 1985. — 270 с. — 150 экз.
- Тарасов Е. В., Устинов. С. А. «Проектирование универсальных систем двухсредных аппаратов» М.: Изд-во МАИ, 1985. — 34 с. — 100 экз.
- Тарасов Е. В. и др. «Стратегическая оборонная инициатива США. Концепции и проблемы» М.: ВИНИТИ, 1986. 8 усл. печ. листов
- Тарасов Е. В., Устинов С. А., Шипов О. В. Лещенко А. В. «Общее проектирование ДСА: Методические указания к лабораторным работам» М.: МАИ, 1986. — 38 с.
- Тарасов Е. В., Балык В. М., Устинов С. А., Шипов О. В. «Методы оптимизации обликовых характеристик технических объектов на примере ЛА и ДСА» Учебное пособие. М.: Изд-во МАИ, 1992. — 76 с. — 200 экз.
- Тарасов Е. В., Устинов С. А., Шипов О. В. «Общее проектирование двухсредных аппаратов» М.: МАИ, 1992. — 264 с. — 150 экз.
- Тарасов Е. В., Балык В. М. «Методы принятия решений при проектировании технических систем» М.: Изд-во МАИ, 1993. — 50 с.: ил. — 250 экз. — ISBN 5-7035-0779-0
- Тарасов Е. В., Балык В. М. «Теория принятия решений. Аспекты принятия организационно-технических решений» М.: Изд-во МАИ, 1994. — 58 с.: ил. — 250 экз. — ISBN 5-7035-1192-5
- Тарасов Е. В., Логинов А. Б., Балык В. М. «Выбор обликовых характеристик систем ЛА» Учебное пособие. М.: Изд-во МАИ, 1998. — 72с. — 100 экз.
- «Элементы системной безопасности» Учебное пособие — (Рекомендовано Министерством образования РФ для студентов высших учебных заведений, обучающихся по направлению «Авиа- и ракетостроение» и специальности «Ракетостроение») Ильичёв А. В., Тарасов Е. В., Грущанский В. А., и др. — М.: Изд-во МАИ,, 1999. — 156 с. — 150 экз.
- Тарасов Е. В. и др. «Компьютерные технологии морфологического синтеза неформализованных моделей двухсредных аппаратов в виртуальной среде» М.: ВИНИТИ, 1999.
- «Основы системной безопасности» Учебное пособие. Балык В. М., Тарасов Е. В., Грущанский В. А., Ильичёва А. В., и др. Под ред. Ильичёва А. В., Тарасова Е. В. — М.: Изд-во МАИ, 2000. — 80 с. — 150 экз.
- Тарасов Е. В., Комягин В. А. «Подготовка специалистов одновременно по двум специальностям: зарубежный и отечественный опыт высшей технической школы» Учебно-метод. пособие для вузов. М.: Изд-во МАИ, 2000. — 65 с ISBN 5-7035-2320-6.
- Тарасов Е. В., Балык В. М. «Методы проектирования летательных аппаратов» М.: МАИ, 2000. — 324 с. — 500 экз.
- «Мультимедийные компьютерные технологии проектных исследований ЛА» Тарасов Е. В., Мелконян Д. Б., Тросман А. О., Юфа Д. И. — М.: Изд-во МАИ, 2002. — 152 с. — 350 экз. — ISBN 5-7035-2564-0.
- Тарасов Е. В., Балык В. М. «Методы проектирования летательных аппаратов. Мультимедийные компьютерные технологии». Учебное пособие. М.: МАИ, 2006. — 96 с. — 100 экз. — ISBN 5-7035-1723-0.
- Тарасов Е. В., Балык В. М. «Методы проектирования летательных аппаратов» М.: МАИ-ПРИНТ, 2008. — 412 с. — 500 экз. — ISBN 978-5-7035-1993-6
- Тарасов Е. В., Шалаев А. С. «Метод принятия проектных решений ДСА при многофакторной неопределённости на базе алгоритмов нечёткой логики». Методические указания к лабораторной работе по специализации «Интеллектуальные аэрокосмические системы». М.: Изд-во МАИ, 2009.
- Тарасов Е. В., Обнизов А. А. «Построение нейронных сетей для принятия проектных решений при гипотетической математической модели ДСА в условиях многофакторной неопределённости» Методические указания к лабораторной работе по специализации «Интеллектуальные аэрокосмические системы» М.: Изд-во МАИ, 2009.
- Тарасов Е.В., Балык В.М. «Методы проектирования летательных аппаратов» М.: Вузовская книга, 2011. – 322 с. – 500 экз. –  ISBN 978-5-9502-0538-5
- Тарасов Е. В., Уваров Г. В. «Высокоскоростная подводная ракета. Проблемы и алгоритмы проектных исследований системы „каверна-подводная ракета“» М.: Вузовская книга, 2013. 252 c. ISBN 978-5-9502-0411-1
- Тарасов Е. В. «Искусственный интеллект. Введение в теорию» М.: Вузовская книга, 2015.

### Некоторые Статьи
- Квасников Л. А., Тарасов Е. В., Шахурин С. И. «Форсирование камер сгорания газотурбинных двигателей по температуре газа» Известия высших учебных заведений Серия Авиационная техника. 1958. № 4. стр.81-91.
- Тарасов Е. В. «К вопросу о максимальной дальности полёта летательного аппарата с СПВРД» Известия высших учебных заведений. Серия Авиационная техника. 1958. № 1. стр.53-60.
- Тарасов Е. В. «Оптимальное программирование тяги силовой установки при заданной траектории полёта» Известия высших учебных заведений. Серия Авиационная техника. 1961. № 1. стр.38-45.
- Тарасов Е. В. «Об оптимальных режимах движения летательных аппаратов» Известия высших учебных заведений Серия Авиационная техника. 1963. № 3. стр.34-42.
- Тарасов Е. В. «Математическая теория оптимизации управления и параметров объекта с учётом разрыва его фазовых координат при движении в различных фазовых пространствах» Труды университета дружбы народов. 1966. № 17. стр.85-142.
- Тарасов Е. В. «К построению концепции ГАСНТИ» в Сборнике Научно-техническая информация Серия 2. Информационные процессы и системы. ВИНИТИ. 1974. № 10. стр.5-36.
- Лещенко А. В., Тарасов Е. В. «Алгоритмическое представление задач оптимизации проектно-баллистических характеристик КЛА при прямых межпланетных полётах» в Тематическом сборнике научных трудов института. Вып. 326. "Конструкция и двигатели летательных аппаратов, инженерная графика " М.: МАИ, 1975. стр.69-72.
- Тарасов Е. В. «Машинное проектирование и некоторые вопросы проектно-конструкторской подготовки» в Тематическом сборнике научных трудов института. Вып. 373. «Научная организация учебного процесса в авиационном ВУЗе» М.: МАИ, 1976. стр.98-102.
- Михайлов А. И., Тарасов Е. В., Кулагин А. С. «Об эффективности научно-технического информирования» Препринт ВИНИТИ, 1977. стр.1-13.
- Михайлов А. И., Тарасов Е. В., Кулебякин А. З. «Основные принципы построения сети автоматизированных центров НТИ» Сборник Научно-техническая информация. Серия 1. Организация и методика информационной работы. 1977 № 11-12. стр.5-13.
- Тарасов Е. В. «Методологические аспекты автоматизированного проектирования ДСА» в Тематическом сборнике научных трудов института. Вып. 505. «Автоматизация проектирования двухсредных аппаратов» Под ред. Тарасова Е. В., Зарубина А. И. М.: МАИ, 1979. стр.5-10.
- Тарасов Е. В. «Структурные свойства САПР ДСА и функциональные задачи» в Тематическом сборнике научных трудов института. Вып. 505. «Автоматизация проектирования двухсредных аппаратов» Под ред. Тарасова Е. В., Зарубина А. И. М.: МАИ, 1979. стр.10-27.
- Михайлов А. И., Тарасов Е. В. «Государственная автоматизированная система научной и технической информации». Вопросы информационной теории и практики ВИНИТИ. 1979. № 38. стр.3-26.
- Тарасов Е. В., Балых В. М., Лещенко А. В. «Выбор информационно-поисковой системы и оценка её адаптации» Сборник Научно-техническая информация Серия 2. Информационные процессы и системы. М.: ВИНИТИ 1987. № 2. стр.12-17.
- Вишняков Я. Д., Ильичёв А. В., Сапронов В. В., Тарасов Е. В. «Курс „Системная безопасность“, как необходимая часть подготовки специалистов и руководителей» Ежемесячный научно-технический и производственный журнал Кузнечно-штамповочное производство. 1995. № 12. стр.25-27.
- Тарасов Е. В., Юфа Д. И. «Методы принятия решений при многофакторной неопределённости в проектных исследованиях летательного аппарата», Вестник Московского авиационного института 2007. Том 14. № 1. стр. 3-13.
- Тарасов Е. В., Обнизов А. А. «Формирование метода нечётких нейронных продукционных сетей для принятия проектных решений ДСА в условиях многофакторной неопределённости». М.: МАИ, 2009.
- Тарасов Е. В., Шалаев А. С. «Формирование метода нечёткой логики принятия проектных решений ДСА при многофакторной неопределённости» Общероссийский научно-технический журнал «Полёт», 2009. № 1. стр.28-36.

## Семейное положение
- Жена — Тарасова (Базаева) Светлана Семёновна (1941).
- Дети — Тарасов, Василий Евгеньевич (1965) и Тарасова Елена Евгеньевна (1967).